# Royaume de Damot
Ne doit pas être confondu avec D'mt.

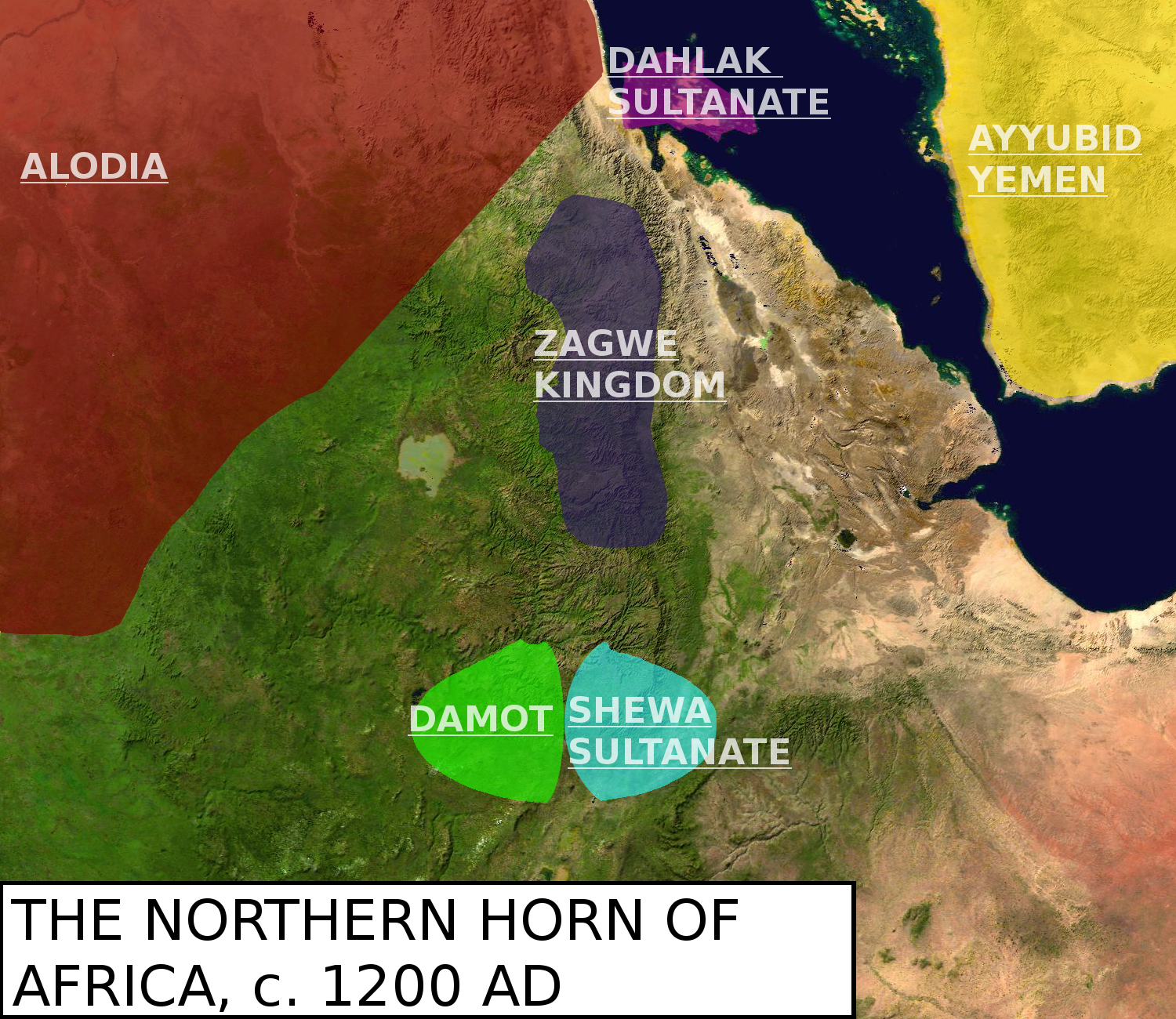
Carte du Nord Est de l’Afrique en 1200

Le Royaume de Damot (en amharique : ዳሞት) était un royaume médiéval situé dans ce qui est aujourd'hui l'Éthiopie. Le territoire était positionné sous le Nil Bleu. C'était un État puissant qui obligeait le Sultanat du Choa (également appelé Shewa) pour lui rendre hommage. Il a également anéanti les armées de la dynastie Zagwe envoyées pour soumettre son territoire. Damot a conquis plusieurs territoires musulmans et chrétiens. L'État musulman Showa et le nouvel État chrétien sous Yekouno Amlak a formé une alliance pour contrer l'influence de Damot dans la région.

## Histoire
Les premières mentions dans les sources du royaume du Damot et sa probable origine au XIIe siècle s'effectue dans un contexte de concurrence avec les États voisins chrétiens et musulmans.
Les rois de Damot, qui portaient le titre motälämi, résidaient dans une ville qui, selon l'hagiographie de Tekle Haymanot, s'appelait Maldarede. Damot a été conquis par l'empereur Amda Seyon Ier en 1316/7. Sa chronique royale raconte que « tout le peuple de Damot [est venu] entre mes mains ; son roi, ses princes, ses dirigeants et son peuple, hommes et femmes sans nombre, que
Je me suis exilé dans une autre région ». Amda Seyon a apparemment laissé la famille royale damotienne au pouvoir, car le titre « motälämi » a continué à être utilisé jusqu'au XVe siècle al-Mufaddal ibn Abi al-Fada'il au XIVe siècle écrit que Damot et le Royaume Harla ont été contraints de rendre hommage à l'Abyssinie.
Situé à l'origine au sud de la Abay et à l'ouest de la Muger, sous la pression des attaques des Oromos, les dirigeants furent contraints de se réinstaller au nord de l'Abay, dans le sud du Godjam entre 1574 et 1606.
Leur territoire s'étendait à l'est au-delà de la Muger jusqu'à la Jamma.
La province de Damot est restée partie de l'Empire éthiopien bien après le début du Zemene Mesafent, contrairement aux autres régions du sud. Le souverain de Damot était généralement originaire de Godjam et portait le titre Ras.

## Religion
La population de Damot adhérait à sa propre religion dominée par une divinité appelée Däsk. Cela a continué même bien après la conquête par l'Empire chrétien, ce qui a conduit à plusieurs reprises à des conflits entre les habitants locaux et les troupes de garnison chrétienne. Une partie de la population est apparemment restée païenne jusqu'à la fin du XVIe siècle.
On prétend dans l'hagiographie de Tekle Haymanot que ce dernier a réussi à convertir le souverain de Damot au christianisme.